# الشعب (فرع العدين)

تعديل مصدري - تعديل

الشعب هي إحدى قرى عزلة بني احمد والثلث بمديرية فرع العدين التابعة لمحافظة إب، بلغ تعداد سكانها 589 نسمة حسب تعداد اليمن لعام 2004.